# Gastón de Peralta
Pour les articles homonymes, voir Peralta.
Gastón de Peralta, Marquis de Falces (Don Gastón de Peralta, marqués de Falces) (1510—1587) est né à Pau, Navarre (maintenant en France) et mort à Valladolid, Espagne. Il est vice-roi de Nouvelle-Espagne du 16 octobre 1566 au 10 mars 1568.

## Avènement et chute de son gouvernement
Après la mort du précédent Vice-roi, Luis de Velasco, une conspiration visant à obtenir l'indépendance de la Nouvelle-Espagne est découverte. Certaines personnalités de haut rang, comprenant des parents proches de Hernán Cortés — Martín et Luis (ses fils) — font partie du complot. 
Le complot est éventé alors que Peralta est toujours à Veracruz, alors qu'il n'a pas encore officiellement pris ses fonctions. Un juge de l'Audiencia de Mexico a condamné à mort les conspirateurs, mais Peralta révise personnellement le cas de chacun des prisonniers et suspend la peine de mort de Luis et Martín Cortés. Ils seront renvoyés en Espagne afin que leur cas soit traité par le Conseil des Indes.
Peralta arrive à Mexico dans une ambiance tendue. L'une de ses premières décisions est de faire enlever l'artillerie et les troupes qui ont été postées au palais du Vice-roi et dans les principales rues. Son indulgence pour les conspirateurs inquiète l'Audiencia, qui l'accuse de sympathie envers les rebelles. Certains témoignent que le nouveau Vice-roi dispose d'une liste de 30000 rebelles prêts à prendre les armes contre la Couronne. Ces accusations sont transmises au Roi Philippe II. Inquiet, Philippe dépêche deux visitadores, Luis Carrillo et Alonso de Muñoz, en Nouvelle-Espagne pour enquêter. Ils ordonnent à Peralta de rentrer en Espagne pour y expliquer sa conduite.
Lors de son bref mandat, Peralta fonda un hôpital pour les vieux, les invalides, les convalescents et les fous.
De retour en Espagne, il est jugé et acquitté. Il est ensuite fait Connétable de Navarre. Il meurt à Valladolid en 1587.

## Sede vacante
Alonso de Muñoz, maintenant président de l'Audiencia, est la tête d'un régime paranoïaque, condamnant à mort quiconque est soupçonné de s'opposer à la Couronne d'Espagne ou aux intérêts de l'Audiencia. Certains citoyens écrivent au Conseil des Indes pour demander la révocation de ce tyran et la désignation rapide d'un Vice-roi. De Muñoz est alors rappelé en Espagne où il est jugé puis emprisonné.

## Évènements parallèles en Nouvelle-Espagne
- 1565 — Andrés de Urdaneta découvre le passage de retour des Philippines à la Nouvelle-Espagne.
- 1566 — Bartolomé de las Casas, défenseur des Indiens d'Amérique, meurt à Michoacán.
- 1567 — La compilation des Leyes de Indias (Lois des Indes) est achevée.
- 1568 — Bernal Díaz del Castillo termine La Historia Verdadera de la Conquista de la Nueva España.